# Ogun (stan)
Ogun – stan w południowo-zachodniej części Nigerii.
Ogun sąsiaduje ze stanami Lagos, Ondo, Osun i Oyo. Jego stolicą jest Abeokuta. Powstał w 1976. Liczy około 2,3 miliona mieszkańców (1991), głównie członków ludu Joruba. 
Stan jest podzielony na 20 lokalnych obszarów administracyjnych:
| - Abeokuta North - Abeokuta South - Ado-Odo/Otta - Yewa North - Yewa South - Ewekoro - Ifo | - ljebu East - ljebu North - ljebu North East - Ijebu Ode - Ikenne - lmeko Afon - lpokia | - Obafemi Owode - Odogbolu - Odeda - Ogun Waterside - Remo North - Sagamu |